# Turkmenská hymna
Hymna Turkmenistánu je od roku 1997 skladba Garaşsyz, Bitarap, Türkmenistanyň Döwlet Gimni (česky Národní hymna nezávislého svobodného Turkmenistánu).
| „ | Originální text Garaşsyz, Bitarap,Türkmenistanyň Döwlet Gimni Türkmenbaşyň guran beýik binasy Berkarar döwletim, jigerim - janym. Başlaryň täji sen, diller senasy Dünýä dursun, sen dur, Türkmenistanym! Janym gurban sana, erkana ýurdum Mert pederleň ruhy bardyr könülde. Bitarap, Garaşsyz topragyn nurdur Baýdagyn belentdir dünýan önünde. Türkmenbaşyň guran beýik binasy Berkarar döwletim, jigerim - janym. Başlaryň täji sen, diller senasy Dünýä dursun, sen dur, Türkmenistanym! Gardaşdyr tireler, amandyr iller Owal-ahyr birdir bizin ganymyz. Harasatlar almaz, syndyrmaz siller Nesiller döş gerip gorar şanymyz. Türkmenbaşyň guran beýik binasy, Berkarar döwletim, jigerim - janym. Başlaryň täji sen, diller senasy, Dünýä dursun, sen dur, Türkmenistanym! Arkamdyr bu daglar, penamdyr düzler Ykbalym, namysym, togabym, Watan! Sana şek ýetirse, kör bolsun gözler Geçmişim, geljegim, dowamym, Watan! | Český překlad Národní hymna nezávislého svobodného Turkmenistánu Veliké je dílo Türkmenbašiho Rodná země, suverénní stát Turkmenistán, světlo a píseň v duši Na věky věků ať trvá a vzkvétá! Za rodnou zem svůj život položím Odvaha předků dává slávu potomkům Má země je posvátná. Má vlajka vlaje ve světě Symbol velkého nezávislého státu. Veliké je dílo Türkmenbašiho Rodná země, suverénní stát Turkmenistán, světlo a píseň v duši Na věky věků ať trvá a vzkvétá! Můj národ je jednotný a v jeho žilách koluje nesmrtelná krev předků Bouře a nepříznivé časy nás nezlomí Pozvedněme slávu a čest! Veliké je dílo Türkmenbašiho Rodná země, suverénní stát Turkmenistán, světlo a píseň v duši Na věky věků ať trvá a vzkvétá! Hory a řeky a krásy stepí Láska a osud jsou moje zjevení Nechť oslepnu, pokud bych se na tebe podíval nehezky Vlasti praotců, mých předků! | “ |